# Arburg
Arburg GmbH + Co KG er en tysk producent af maskiner til fremstilling af plastdele. Virksomheden ejes af familierne Hehl og Keinath. Deres hovedkvarter er i Loßburg, Baden-Württemberg. I 2022 havde de 3.600 ansatte og omsatte for 875 mio. euro.